# The Million Eyes of Sumuru
The Million Eyes of Sumuru is een Britse film uit 1967. De film werd geregisseerd door Lindsay Shonteff. Hoofdrollen werden gespeeld door Frankie Avalon, George Nader en Shirley Eaton.
De film is gebaseerd op een reeks verhalen geschreven door Sax Rhomar. Alternatieve titels van de film zijn “The Slaves of Sumuru” en “The 1000 Eyes of Su-Muru”.

## Verhaal
Tommy Carter en Nick West, twee hippe geheim agenten, krijgen de oprdacht om te infiltreren in het leger van de geheimzinnige Su-Muru. Deze dame heeft het plan opgevat om alle mannelijke wereldleiders te vervangen door vrouwen.

## Cast
| Acteur             | Personage                     |
| ------------------ | ----------------------------- |
| Frankie Avalon     | Agent Tommy Carter            |
| George Nader       | Agent Nick West               |
| Shirley Eaton      | Sumuru                        |
| Wilfrid Hyde-White | Colonel Sir Anthony Baisbrook |
| Klaus Kinski       | President Boong               |
| Patti Chandler     | Louise                        |
| Salli Sachse       | Mikki                         |
| Ursula Rank        | Erno                          |
| Krista Nell        | Zoe                           |